# Tulcea
Tulcea  (in bulgaro, russo, in ucraino Тулча?, Tulcha, in turco Hora-Tepé o Tolçu e in veneto Tulcea) è un municipio della Romania di 65 624 abitanti, capoluogo del distretto omonimo nella regione storica della Dobrugia. Tulcea è attraversata dal fiume Danubio ed è meta turistica per la possibilità di visitare via fiume il suo delta, dichiarato Patrimonio dell'umanità e Riserva della biosfera dall'UNESCO, seconda città sul mar nero della Romania dopo Constanta.

## Storia
Fu fondata nell'VIII secolo a.C. con il nome di Aegyssos, nominata in alcuni documenti di Diodoro Siculo. Ovidio si riferisce a lei nel suo Ex Ponto, dicendo che la vecchia città di nome Aegyssos tra il Danubio e l'Ister con alte e forti mura non è facile da prendere e questa città porta il nome di un Daciano, Carpyus Aegyssus il suo fondatore. Nel I secolo, Aegyssos/Aegyssus fu conquistata dell'Impero romano, che vi stabilì la base della sua flotta per difendere il confine nord-orientale dell'Impero. Le rovine di quel periodo sono ancora visibili oggi.
Ebbe poi questo ruolo durante il suo periodo Bizantino (III - VI secolo), Impero bulgaro 679 - IV secolo e sotto la Repubblica di Genova (X - XIII secolo). Nel 1416 fu conquistata dall'Impero ottomano, e assegnata alla Romania, assieme al resto della Dobrugia. Attorno al 1848, Tulcea era ancora una città piccola, sebbene nel 1860 raggiungesse lo status di capoluogo di provincia.

## Società

### Evoluzione demografica
In base al censimento del 2002, Tulcea ha una popolazione di 91 875 abitanti, 92,3% dei quali sono rumeni. Minoranze significative includono moldavi che sono circa il 3,4% e turchi con il 1,4% della popolazione.
Evoluzione demografica nei censimenti:

## Infrastrutture e trasporti
Tulcea è collegata con le principali città in Romania, sia via terra, grazie alla sua rete stradale e ferroviaria, che via aerea.
Data la sua posizione la città risulta essere un importante nodo stradale e ferroviario turistico situato vicino al Delta del Danubio. Tulcea è collegata ad altre grandi città rumene grazie a grandi arterie stradali come la Strada europea E87, che ricopre il tragitto della DN22, e dalle Căile Ferate Române, l'operatore ferroviario nazionale.
La città è inoltre servita da una stazione aeroportuale, l'Aeroporto di Tulcea-Delta del Danubio, situata 17 km a sud dal centro cittadino nei pressi di Cataloi, nel comune di Frecăței. Dall'aeroporto, anche se dall'agosto non vi sono più operati voli, era possibile raggiungere la capitale Bucarest grazie a voli di linea regionali operati dalla compagnia aerea Tarom con scalo all'Aeroporto di Bucarest-Henri Coandă.

## Amministrazione

### Gemellaggi
Tulcea è gemellata con:
- Aalborg, dal 1973
- Rovigo, dal 2003
- Ilion, dal 2009
- Fratta Polesine, dal 2001
- Werkendam, dal 2001
- Armasya, dal 2002
- Izmaïl, dal 2003
- Aprilia, dal 2003
- Larnaca, dal 2003
- Šumen, dal 2007